# État cohérent

Un oscillateur harmonique classique (A et B) et en mécanique quantique (C à H). Les figures C à H représentent les solutions de l'équation de Schrödinger pour un même potentiel. L'axe horizontal est la position, et l'axe vertical la partie réelle (en bleu) et imaginaire (en rouge) de la fonction d'onde.
(C,D,E,F) sont les états stationnaires (états propres d'énergie), et (G,H) non stationnaires. H est un état cohérent, similaire dans son comportement à B

En mécanique quantique, un état cohérent est un état quantique d'un oscillateur harmonique quantique dont le comportement ressemble à celui d'un oscillateur harmonique classique. Les états cohérents sont entre autres utilisés pour décrire les états de la lumière des lasers, comme R.J. Glauber l'a montré dans un article de 1963.
Cet état a été mis en évidence par Erwin Schrödinger, au tout début de la conception de la mécanique quantique, en réponse à une remarque de Hendrik Lorentz qui se plaignait que la fonction d'onde de Schrödinger ne faisait pas apparaitre de comportement classique,.
Les valeurs moyennes de la coordonnée généralisée et du moment conjugué d'un état cohérent correspondent aux valeurs classiques d'un oscillateur classique. En optique quantique, la coordonnée généralisée et le moment conjugué peuvent correspondre au champ électrique et magnétique de la lumière.

## Définition quantique
La théorie décrivant les états cohérents fait intervenir l'opérateur annihilation et création de la seconde quantification.
Un état cohérent canonique peut être décrit de manière générale comme un état généré par l'opérateur de déplacement, {\displaystyle D(\alpha )}, appliqué à l'état du vide {\displaystyle |0\rangle }.
{\displaystyle D(\alpha )=e^{\alpha a^{\dagger }-\alpha ^{*}a}}
Où {\displaystyle \alpha } est un nombre complexe arbitraire.
En utilisant les propriétés de l'opérateur annihilation, l'égalité suivante peut être établie.
{\displaystyle D^{\dagger }(\alpha )a|\alpha \rangle =D^{\dagger }(\alpha )aD(\alpha )|0\rangle =\left(a+\alpha \right)|0\rangle =\alpha |0\rangle }
En multipliant les deux côtés par l'opérateur {\displaystyle D(\alpha )}, on obtient finalement
{\displaystyle a|\alpha \rangle =\alpha |\alpha \rangle }.
Ce dernier énoncé peut être également utilisé pour définir les états cohérents.
À partir de la définition de l'opérateur déplacement, on peut dériver qu'un état cohérent correspond à la superposition suivante d'états de Fock.
{\displaystyle |\alpha \rangle =e^{-{|\alpha |^{2} \over 2}}\left(1+{\frac {\alpha {\hat {a}}^{\dagger }}{1!}}+{\frac {(\alpha {\hat {a}}^{\dagger })^{2}}{2!}}+{\frac {(\alpha {\hat {a}}^{\dagger })^{3}}{3!}}+...\right)|0\rangle }
Ou de manière plus compacte :
{\displaystyle |\alpha \rangle =e^{-{|\alpha |^{2} \over 2}}\exp \left(\alpha {\hat {a}}^{\dagger }\right)|0\rangle =e^{-{|\alpha |^{2} \over 2}}\sum _{n}{\frac {\alpha ^{n}}{\left(n!\right)^{1/2}}}|n\rangle }
Ici, {\displaystyle \alpha } est un nombre complexe qui possède une partie réelle et une partie imaginaire. Il peut être représenté à l'aide d'une exponentielle complexe :
{\displaystyle \alpha =|\alpha |e^{i\theta }~~~}
où {\displaystyle |\alpha |} et {\displaystyle \theta } sont respectivement l'amplitude et la phase de l'état.
On peut aussi conclure que la distribution de probabilité du nombre de photons dans un état cohérent correspond à une distribution de Poisson.

## Quelques propriétés
{\displaystyle \langle \alpha |{\hat {a}}|\alpha \rangle =\alpha }
{\displaystyle \langle \alpha |{\hat {n}}|\alpha \rangle =\langle \alpha |{\hat {a}}^{\dagger }{\hat {a}}|\alpha \rangle =|\alpha |^{2}}
{\displaystyle \langle \alpha |{\hat {n}}^{2}|\alpha \rangle =|\alpha |^{4}+|\alpha |^{2}}
{\displaystyle \Delta n={\sqrt {\langle {\hat {n}}^{2}\rangle -\langle {\hat {n}}\rangle ^{2}}}=|\alpha |}